# EIAJ-Steckverbinder

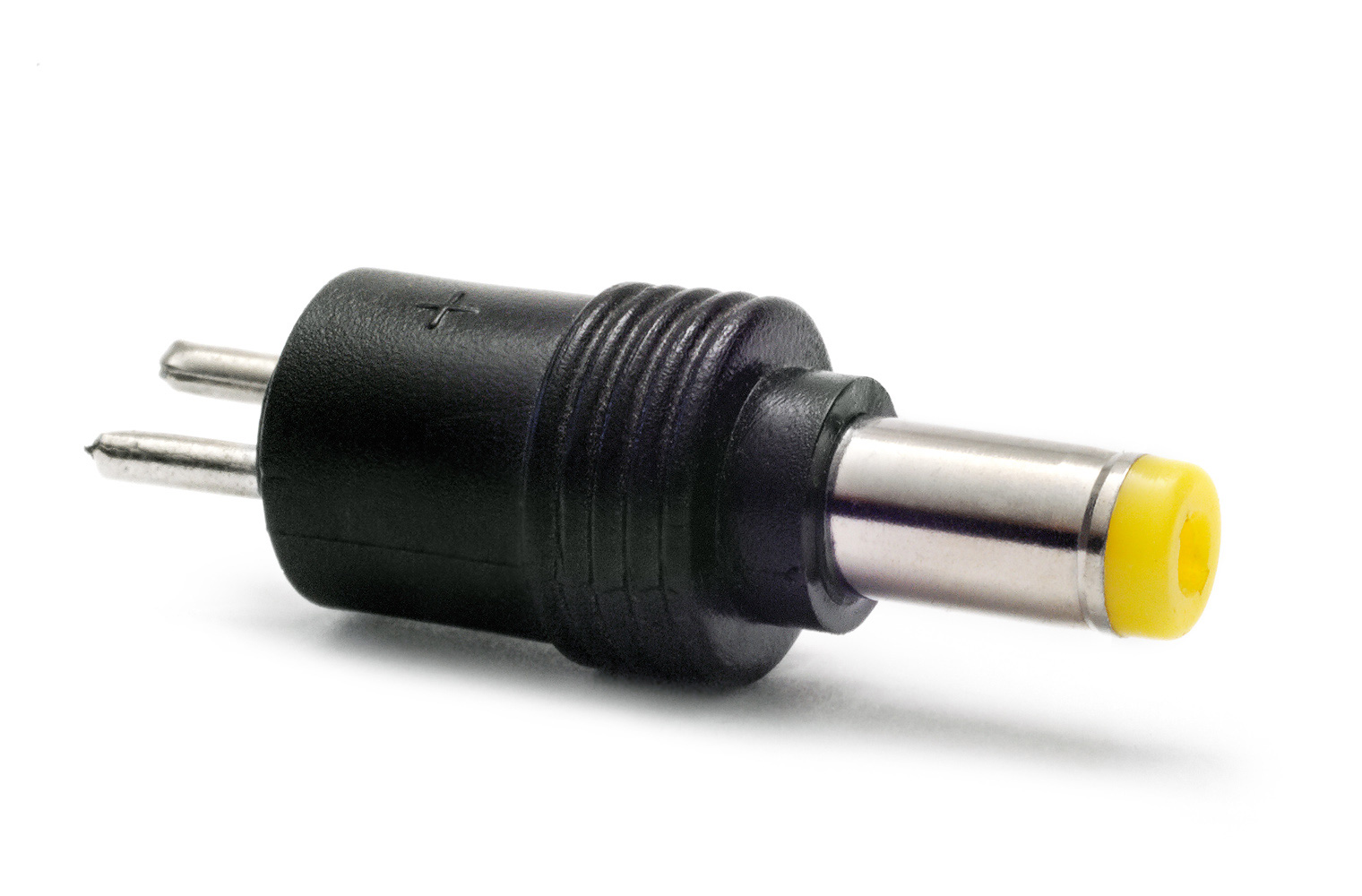
Gelber EIAJ-Stecker

Der EIAJ-Stecker (Electronic Industries Association of Japan) ist ein spezieller Typ von Hohlstecker für die Spannungsversorgung von Kleingeräten. Er besitzt an der Spitze einen gelben Isolierring und kann dadurch leicht erkannt werden. Außerdem ist im gesamten EIAJ-System ein Rückhaltesystem im Stecker eingebaut. Bei Typ 1 bis 3 besteht dieses aus einer Schrägkante am äußeren Steckerende, während bei Typ 4 und 5 der gelbe Isolierring größer als die metallische Steckerhülse ist.
Hinter der Dimensionierung der Stecker steht die Idee, dass die Steckergröße mit höherer Spannung auch größer ausfällt. Dadurch wird in Grenzen verhindert, dass die mechanisch größeren Stecker mit höherer Spannung in Gerätebuchsen mit niedrigerer Nennspannung gesteckt werden können. Somit wird ein Geräteschaden wegen Überspannung vermieden.
| Stecker- name | Minimale Spannung | Bemessungs- spannung | Bemessungs- strom | Außen- durchmesser                         | Innen- durchmesser                          | Stift- durchmesser | Steckerlänge | Bemerkungen                                    |
| ------------- | ----------------- | -------------------- | ----------------- | ------------------------------------------ | ------------------------------------------- | ------------------ | ------------ | ---------------------------------------------- |
| EIAJ-01       | 0 V               | 3,15 V               | 2 A               | Stecker: 2,35 mm Loch Buchse: 2,75 mm Loch | Stecker: 0,7 mm Stift Buchse: 0,65 mm Stift | entfällt           | 9,5–13,0 mm  | Philmore 235-Stecker/205 PCB-Buchse            |
| EIAJ-02       | 3,15 V            | 6,3 V                | 2 A               | Stecker: 4,0 mm Loch Buchse: 4,4 mm Loch   | Stecker: 1,7 mm Stift Buchse: 1,65 mm Stift | entfällt           | 9,5 mm       | Philmore 240-Stecker/TC240 cord/207 PCB-Buchse |
| EIAJ-03       | 6,3 V             | 10,5 V               | 2 A               | Stecker: 4,75 mm Loch Buchse: 5,15 mm Loch | Stecker: 1,7 mm Stift Buchse: 1,65 mm Stift | entfällt           | 9,5–12,0 mm  | Philmore 275-Stecker/TC275 cord/220 PCB-Buchse |
| EIAJ-04       | 10,5 V            | 13,5 V               | 2 A               | 5,5 mm Loch                                | 3,4 mm Stift                                | 1,0 mm             | 9,5–13,5 mm  | Philmore 255-Stecker                           |
| EIAJ-05       | 13,5 V            | 18,0 V               | 2 A               | 6,5 mm Loch                                | 4,4 mm Stift                                | 1,4 mm             | 9,5–16,0 mm  | Philmore 265-Stecker/TC265 cord/214 PCB-Buchse |

Die Norm wurde ursprünglich 1992 als EIAJ RC-6705 definiert. 1997 und 2005 erfolgte eine Aktualisierung.

## Nutzung
Folgende japanische Firmen nutzen neben vielen weiteren den EIAJ-Steckverbinder für ihre Geräte:
- Sony
- Pioneer
- Panasonic
- Casio
- Korg

## Referenzen
- DC Power Jacks (PDF; 1,7 MB) -- Abmessungen
- DC-Stromversorgungsstecker und -buchsen (JEITA RC-5320A) (PDF; 338 kB) -- Abmessungen